# 托比·萊昂納德·摩爾
托比·萊昂納德·摩爾（Toby Leonard Moore，1981年4月21日—）是澳大利亞的一位演員。他最著名的作品是在電影捍衛任務中飾演Victor角色，以及在Netflix電視劇夜魔俠中飾演James Wesley角色。